# Mirafra
Genre
Le genre Mirafra comprend 24 espèces de passereaux appartenant à la famille des Alaudidae.

## Taxonomie
La vaste étude phylogénique d'Alström et al. (2013) amène à une révision complète de la famille des Alaudidae. En conséquence, le Congrès ornithologique international (version 4.2, 2014) déplace l'espèce Alouette malgache (Eremopterix hova, anciennement Mirafra hova) dans le genre Eremopterix.
En 2023, une nouvelle étude phylogénétique d'Alström et al. débouche sur la séparation du genre Mirafra en quatre clades : Calendulauda, Plocealauda, Amirafra et Corypha. Mirafra rufa et Mirafra gilletti sont passées dans le clade Calendulauda ; Mirafra microptera, Mirafra erythrocephala, Mirafra affinis, Mirafra erythroptera et Mirafra assamica sont passées dans le clade Plocealauda ; Mirafra collaris, Mirafra angolensis et Mirafra rufocinnamomea sont passées dans le clade Amirafra ; Mirafra apiata, Mirafra fasciolata, Mirafra hypermetra, Mirafra africana, Mirafra sharpii et Mirafra somalica sont passées dans le clade Corypha.

## Liste des espèces
D'après la classification de référence (version 15.1, 2025) du Congrès ornithologique international (ordre phylogénique) :
- Mirafra passerina – Alouette monotone
- Mirafra pulpa – Alouette de Friedmann
- Mirafra cordofanica – Alouette du Kordofan
- Mirafra williamsi – Alouette de Williams
- Mirafra javanica – Alouette de Java
- Mirafra cheniana – Alouette mélodieuse
- Mirafra albicauda – Alouette à queue blanche